# 第十五代休姆伯爵大衛·道格拉斯-休姆
第十五代休姆伯爵大衛·亞歷山大·哥斯派翠克·道格拉斯-休姆，KT，CVO，CBE（David Alexander Cospatrick Douglas-Home, 15th Earl of Home，1943年11月20日—2022年8月22日），蘇格蘭世襲貴族，英國前首相亞歷克·道格拉斯-休姆爵士的獨子。當上議院的世襲議席被削減至92席時，道格拉斯-休姆成功當選留任，並代表保守黨。
道格拉斯-休姆是私人銀行庫茨（Coutts）的主席，已婚，育有兩女一子。